# حمام شامي (مسلسل)
حمام شامي مسلسل دراما سوري من إخراج مؤمن الملا تدور احداثه داخل الحمام الدمشقي وقد تم تصوير هذا المسلسل في دولة الإمارات العربية المتحدة 
 وهو آخر مسلسل يظهر فيه الفنان الراحل وفيق الزعيم.والجدير ذكره أن عمل «حمام شامي» هو أول أعمال البيئة الدمشقية التي يتم تصويرها خارج دمشق، حيث شيدت الشركة المنتجة ديكورات ضخمة ومصممة بدقة عالية، إضافة إلى رصدها ميزانية ضخمة، لتظهر العمل بصورة البيئة الدمشقية المتكاملة. وحاز على جائزة أفضل موقع تصوير سنة 2013 - 2014.

## عن المسلسل

### القصة
يعد «حمام شامي» أول مسلسل سوري تجري أحداثه داخل حمام، بعيداً عن المنازل تماماً، بحسب ما اوضح مخرجه مؤمن الملا تدور أحداث العمل في حمام شعبي في إحدى الحارات الدمشقية القديمة، حيث كانت تروى فيه الحكايات الشعبية في منتصف خمسينات القرن الماضي. ويعكس المسلسل لمشاهديه تراث دمشق العريق الذي يشكل جزءاً كبيراً من الموروث الشعبي. يتناول المسلس في بعض الحلقات قصصا رجالية وفي حلقات أخرى حكايات نسائية، وهي المرة الأولى في الدراما السورية التي تظهر فيها النساء في الحمام، ولكن بطريقة محافظة لا تتعارض مع عادات وتقاليد المجتمع العربي.

### التصوير
- بدأ عمل «حمام شامي» تصوير مشاهده الأولى في العاصمة الإماراتية أبوظبي، وانضم النجم مصطفى الخاني إلى العمل بدور البطولة إلى جانب مجموعة مهمة من نجوم الدراما السورية بشكل عام ونجوم البيئة الدمشقية بشكل خاص وكشف النجم الخاني والذي يؤدي شخصية مثيرة في مسلسل «حمام شامي» للمخرج مؤمن الملا والكاتب كمال مرة والذي تنتجه شركة الأدهم للإنتاج الفني بدمشق، ويتم تصويره في أبوظبي لظروف استثنائية.

## طاقم العمل
- واحة الراهب   (أم صخر)

- وفيق الزعيم   (الشيخ حسني)

- سليم صبري   (أبو صخر)

- مصطفى الخاني   (خرطوش)

- لوريس قزق

- علي سكر

- براء الزعيم

- روعة ياسين

- أندريه سكاف

- أنطوانيت نجيب

- مرام علي

- عروة العربي

- هنوف خربطلي

- أحمد خليفة

- سوزان سكاف

- سامر كاسوحة

- عدنان أبو الشامات

- أيمن عبدالسلام

- رامز عطا الله

- رامز الأسود

- هيثم جبر

- رجاء قوطرش

- ديمة الجندي   (جميلة)

- غادة بشور   (زهرية خانم)

- زهير رمضان   (أبو فهمي)

- سحر فوزي   (أم موفق)

- هدى شعراوي   (أم فوزي)

- مها المصري   (أم فهمي)

- عبدالهادي الصباغ   (عزو)

- ديما بياعة   (إبتهال)

- أحمد الأحمد   (حمدي)

- علي كريم

- كمال مرة   (أبو شرارة)

- غسان اللبني

- زيد الظريف
- ماسة الجمال
- إبراهيم كيكي
- زهير الملا

- كاميران كنجو   (أبو فؤاد)